# Raid de Żejtun
Guerres ottomanes en Europe
Le raid de Żejtun (en maltais : L-Aħħar Ħbit, La dernière attaque) a eu lieu les 6 et 8 juillet 1614. C'est la dernière tentative de conquête de Malte par les Ottomans.

## Le contexte
Durant les années 1605-1620, l'ordre de Saint-Jean de Jérusalem à Malte multiplie les expéditions corsaires contre les bateaux ottomans et les côtes musulmanes. En 1610, il avait pillé le golfe de Laiazzo, en 1611, il participe aux côtés des Espagnols à une expédition espagnole contre les îles Kerkennah, capturant environ 800 esclaves musulmans. L'attaque de 1614 peut être interprétée comme une expédition punitive, pour tenter de freiner l'activité des corsaires maltais.

## L'attaque
Le 4 juillet 1614, un navire maltais informe les dirigeants de l'Ordre qu'une importante flotte turque de 80 galères, navigue au large de Pýlos, en direction de Malte, dans le but de punire ed attacare gli corsali maltesi.
le 6 juillet 1614, 60 galères ottomanes sous le commandement de Damat Halil Pacha (un Arménien renégat et futur grand vizir) arrivent en vue de la baie de Marsaxlokk. Ils ne peuvent y débarquer en raison de la résistance du fort de San Lucjan, nouvellement construit et se rabattent sur la baie voisine de Marsaskala où débarquent 5 000 à 6 000 soldats ottomans.
L’Ordre décrète immédiatement l'état de siège. Dès le 7 juillet, les garnisons des forts Saint-Elme, Saint-Ange et Saint-Michel sont ravitaillées d’urgence en soldats, armes et munitions. Une mobilisation générale des hommes pouvant manier les armes est décrétée dans le Grand Port. 
Pendant ce temps, l’armée ottomane pille la région de Iż-Żejtun, brûlant les récoltes, tuant le bétail, incendiant l’église Sainte-Catherine et provoquant la panique des habitants. 
La cavalerie de l’Ordre, envoyée par le Grand Maître Alof de Wignacourt, attaque alors l'armée turque avec le soutien de milice composée de volontaires maltais sous la direction de Clemente Tabone (en). Les Turcs sont contraints de retourner à leurs navires, non sans pertes, certains soldats tués, d'autres capturés.
Finalement, le 8 juillet, les Turcs rembarquent sur leurs galères, mais la flotte demeure toute la journée à l’embouchure du port de Malte, à portée de canon, faisant mine de vouloir attaquer de nouveau. Devant ce danger, le pouvoir ordonne que les esclaves musulmans de l’Ordre et des particuliers soient enfermés dans les prisons. Des esclaves suspects sont fouettés en public à coup de corde, pour prévenir toute tentative de révolte et d’alliance avec les Turcs. Mais à la tombée du jour, les navires repartent vers le Levant. Jamais la flotte ennemie ottomane ne se manifestera de nouveau devant les rivages maltais.

## Conséquences

### Bâtiments religieux

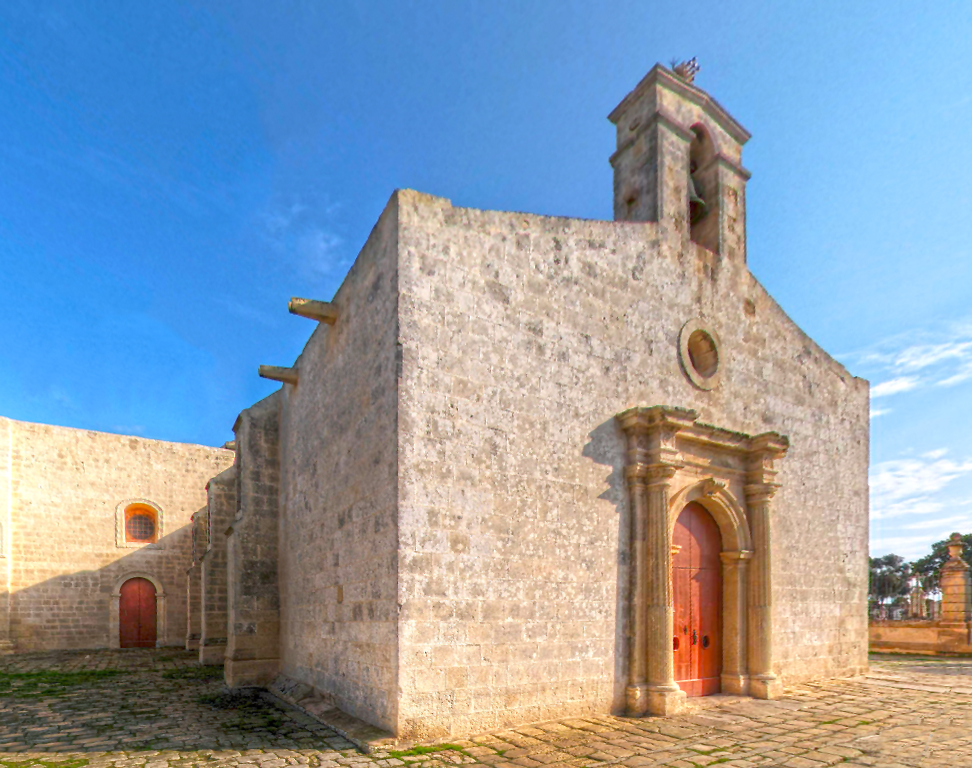
Église Sainte-Catherine à Iż-Żejtun, communément appelée Saint-Grégoire

Après l'attaque, l'Ordre ajoute deux transepts et un dôme à l'église paroissiale de Saint-Catherine datant du XVe siècle (souvent appelée aujourd'hui Saint-Grégoire). Une plaque commémorative gravée et accrochée dans l'autel principal de l'église raconte l'assaut : « Dans les premières heures du 6 juillet 1614 une armada turque de 60 galères, débarquèrent six mille hommes au lieu appelé  Ghizira dans la baie de Saint Thomas. Les Turcs attaquèrent les hameaux voisins jusqu'au village de Bulebel. Ils saccagèrent toute la région, brulant des fermes et endommageant plusieurs églises dont celle de Sainte Catherine. Beaucoup d'assaillants furent tués et ils durent finalement se retirer vers le rivage. Aucun chrétien ne fut capturé, mais vingt furent blessés lors des combats. Du jour de l'attaque jusqu'au 11 septembre 1614, tous les enfants nés dans la paroisse ont été baptisés ailleurs. Extrait du second registre des baptêmes de cette paroisse. »
En commémoration de la victoire, Clément Tabone fera construire une chapelle sur le lieu des combats, qu'il dédiera à saint Clément.

### Améliorations militaires
Après l'attaque, l'Ordre renforce ses défenses côtières. D'abord par la construction de la tour Saint Thomas, puis dans celui d'un réseau de tours militaires, tout autour de l'île.